# Waldemar (Brandenburg)

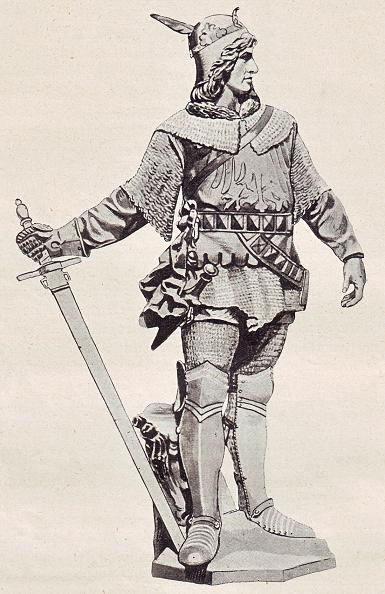
Denkmal von Max Unger von 1894 auf der Berliner Mühlendammbrücke

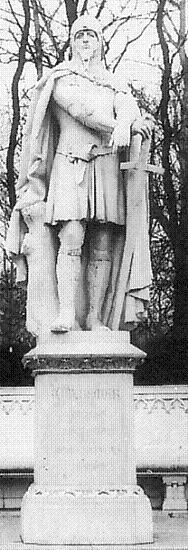
Denkmal von Reinhold Begas, Gruppe 8 der Berliner Siegesallee

Waldemar der Große (auch Woldemar; * um 1280; † 14. August 1319 in Bärwalde) aus dem Geschlecht der Askanier war ab 1302 als Mitherrscher Markgraf der Mark Brandenburg und ab Mai 1309 Alleinherrscher von Brandenburg, sowohl der Gebiete der Johanneischen Linie sowie als Vormund des noch unmündigen Johann, Sohn Hermanns „des Langen“, Regent der Landschaften aus der Ottonischen Linie. Er war von 1318 bis 1319 Vormund für seinen Vetter Heinrich II.

## Leben

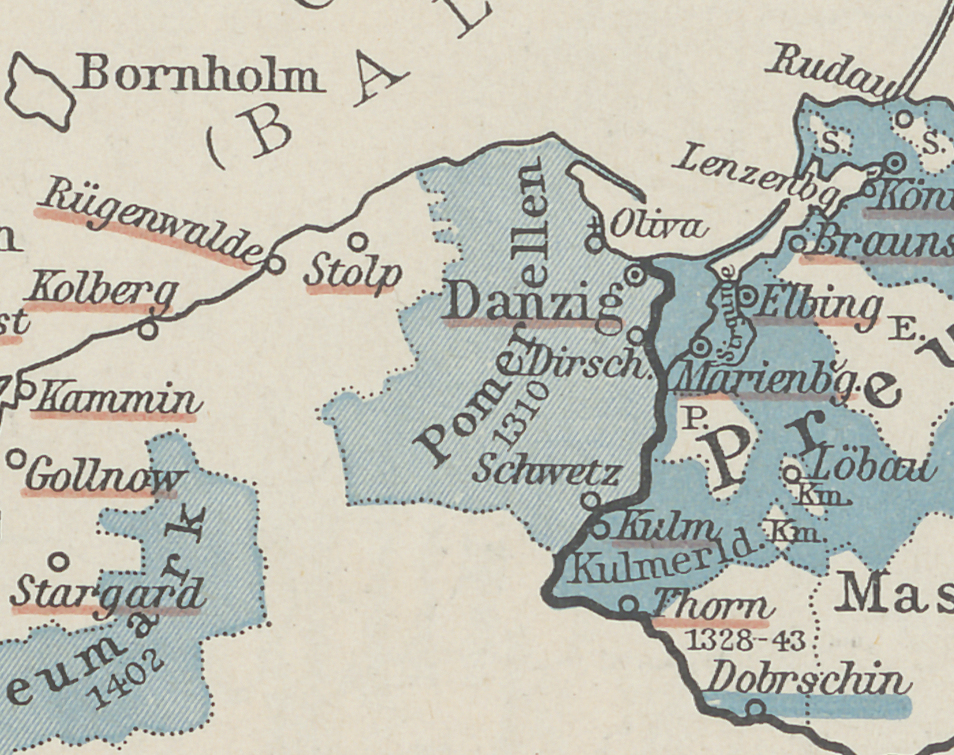
Danzig und Pomerellen im Deutschordensland

Waldemars Eltern waren Markgraf Konrad I. (* um 1240; † 1304) von Brandenburg und Constantia von Polen († 1281), die Tochter von Herzog Przemysł I. von Großpolen, die er 1260 geheiratet hatte.
Im Vertrag von Soldin trat Waldemar 1309 seine Ansprüche auf das Herzogtum Pommerellen mit Danzig gegen eine Zahlung von 10.000 Mark Silber an den Deutschen Orden ab, doch blieben die Burgbezirke Stolp und Schlawe zunächst bei Brandenburg. Diese Länder wurden 1317 zusammen mit Rügenwalde an Herzog Wartislaw IV. von Pommern in Wolgast abgetreten.
1312 führte er Krieg mit dem Markgrafen von Meißen, Friedrich dem Gebissenen, nahm ihn gefangen und zwang ihm am 14. April 1312 den Vertrag zu Tangermünde auf. 1316 besetzte er Dresden. 1319 erwarb Waldemar für Brandenburg Züllichau und Schwiebus durch Tausch gegen das Land Crossen.
1315 besetzte Waldemar im sogenannten Markgrafenkrieg die Herrschaft Stargard, verlor aber gegen Heinrich II. von Mecklenburg die Schlacht bei Gransee und musste nach dem Templiner Frieden vom 25. November 1317 das Land Stargard an Heinrich II. zurückgeben.
1309 vermählte Waldemar sich mit Agnes von Brandenburg (~1298–1334), einer Tochter von Markgraf Hermann. Durch diese Heirat, wegen der nahen Verwandtschaft musste ein päpstlicher Dispens eingeholt werden, konnte er die zuvor übernommene Vormundschaft von Johann, seinem unmündigen Schwager, umsetzen, wogegen sich zuvor die vom verstorbene Vater bestellten Vormünder, eine Auswahl altmärkischer Adliger, vehement wehrten. Hierdurch vereinigte er unter seinem Regiment bis zur Volljährigkeit (1315) des Mündels, die Landschaften beider brandenburgischen Linien (Stendaler Linie und Salzwedeler Linie, auch Johanneische Linie & Ottonische Linie genannt). Jener Johann (V.) starb 1317 mit 15 Jahren, womit die Ottonische Linie ausstarb und die seit 1258 eingeleitete brandenburgische Landesteilung praktisch beendet war.
1319 starb Markgraf Waldemar ohne eigenen Erben. Sein noch unmündiger Vetter Heinrich II. von Brandenburg folgte ihm nach. Es brachen augenblicklich schwere Konflikte hinsichtlich der Ausübung des Vormundschaftsrechts und demgemäß der Landesverwesung aus. Mit Heinrichs sehr frühem Tod, nur ein Jahr später, erlosch 1320 die Linie der Askanier als Markgrafen von Brandenburg.
Waldemar war zeitlebens in nahezu ständigen Geldverlegenheiten. Zur Finanzierung seines überaus prächtigen Habitus als Landesfürst und seiner zahlreichen Kriegszüge verpfändete oder verkaufte er wiederholt Landschaften oder landesherrliche Regalien.

## Der Falsche Waldemar
Im Jahre 1348 meldete sich ein alter Mann beim Erzbischof von Magdeburg und behauptete, er sei der wirkliche Markgraf Waldemar, soeben erst von einer Pilgerfahrt aus dem Heiligen Land zurückgekehrt. Man habe 1319 den Falschen bestattet. König Karl IV. belehnte ihn daraufhin mit der Mark Brandenburg, bis er 1350 als Hochstapler entlarvt wurde; vgl. Falscher Woldemar.

## Denkmäler
- 1894 Denkmal von Max Unger auf der Berliner Mühlendammbrücke (Fischerbrücke) – laut Lehnert Prototyp der frühen Standbilder in der Siegesallee[2]
- 1900 Zentrales Standbild der Denkmalgruppe 8 in der Siegesallee von Reinhold Begas mit Büsten (Nebenfiguren) von Siegfried von Feuchtwangen und Heinrich Frauenlob von Meißen.